# Piazza di Santa Maria Maggiore (Roma)

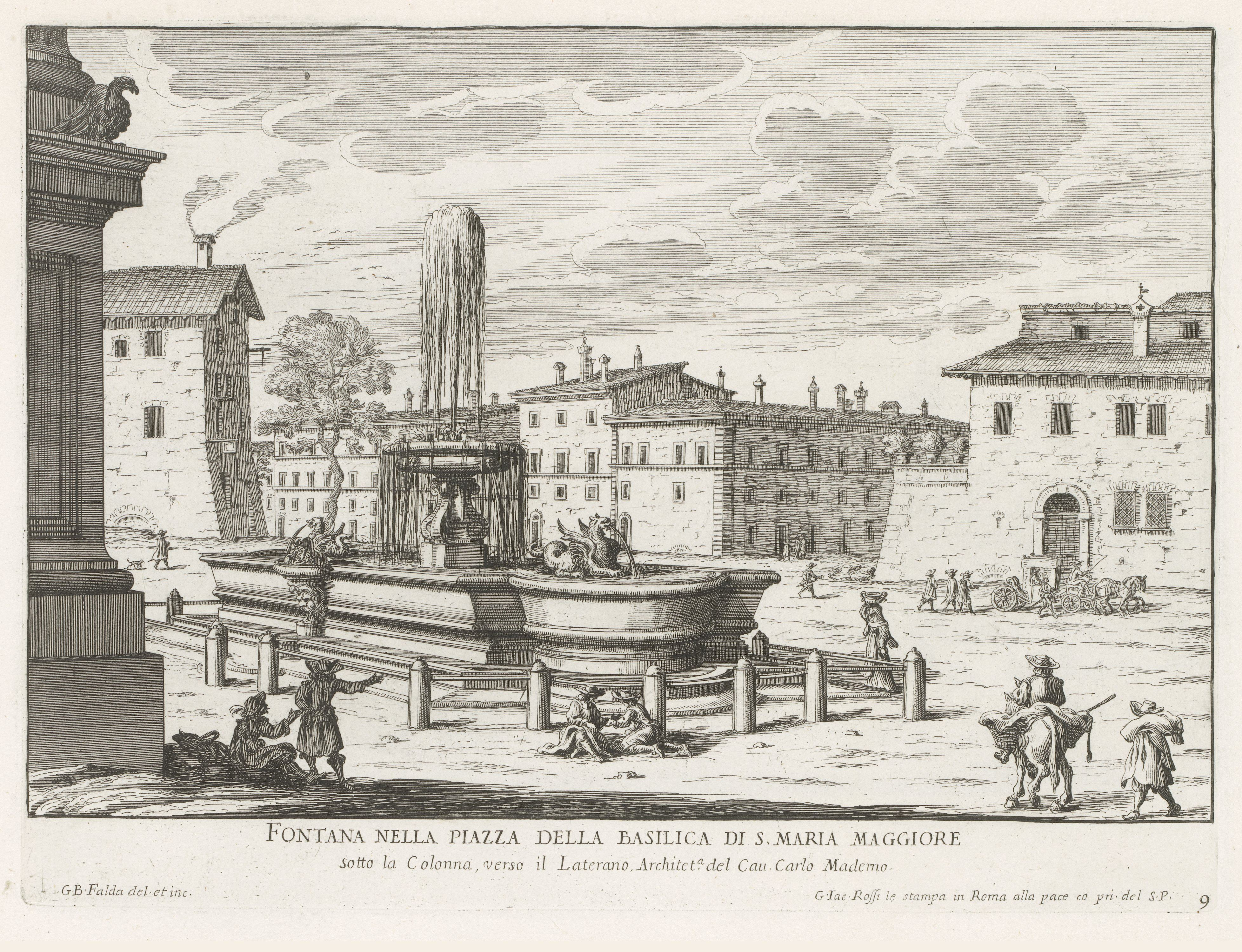
La piazza vista verso via Merulana in una stampa del XVII secolo di Giovanni Battista Falda.

Piazza di Santa Maria Maggiore è una piazza del centro storico di Roma situata al confine tra i rioni Monti ed Esquilino e compresa tra via Gioberti e via Merulana, a poca distanza dalla stazione di Roma Termini.
Sulla piazza si affacciano l'omonima basilica maggiore, da cui prende il nome, il Pontificio seminario lombardo e il Pontificio istituto orientale mentre al centro della stessa, all'interno di un'area pedonale, sono poste la Colonna della Pace (ultima colonna superstite delle otto che ornavano la basilica di Massenzio) e una fontana, la cui sistemazione fu curata da Carlo Maderno intorno al 1614.
Il 5 agosto di ogni anno la piazza è interessata dalla rievocazione del miracolo della neve, che prevede diversi festeggiamenti e la riproduzione della leggendaria nevicata che si sarebbe verificata nel IV secolo e che avrebbe indicato, secondo la tradizione cristiana, il sito su cui realizzare la basilica dedicata alla Vergine Maria.